# 譚世講
譚世講（1580年—？），字學甫，號木天，改號清湖，湖廣承天府沔陽州人，軍籍，明朝政治人物。

## 生平
萬曆二十八年（1600年）庚子科順天乡试举人，三十五年（1607年）丁未科进士。通政司观政，授永年县知县，三十六年调嘉兴县知县，同年调用。三十八年补浙江按察司照磨，四十年升大足县知县，改应天府教授，四十四年补顺天府教授，四十五年京察。补江阴县教谕，四十六年升海澄县知县，天启元年升都察院经历，补顺天府知事，升顺天府推官，四年升户部主事，五年考察。

## 家族
曾祖譚像；祖父譚彥；父譚一鳳，母劉氏。具慶下。兄譚世名、譚世家，弟譚世典、譚世文、譚世孔、譚世誼、譚世貺。